# Ebjapik
Ebjapik är en holme i Marshallöarna.   Den ligger i kommunen Kwajalein, i den västra delen av Marshallöarna, 400 km väster om huvudstaden Majuro. Ebjapik ligger 6 meter över havet.
Terrängen på Ebjapik är varierad.